# Messier 92

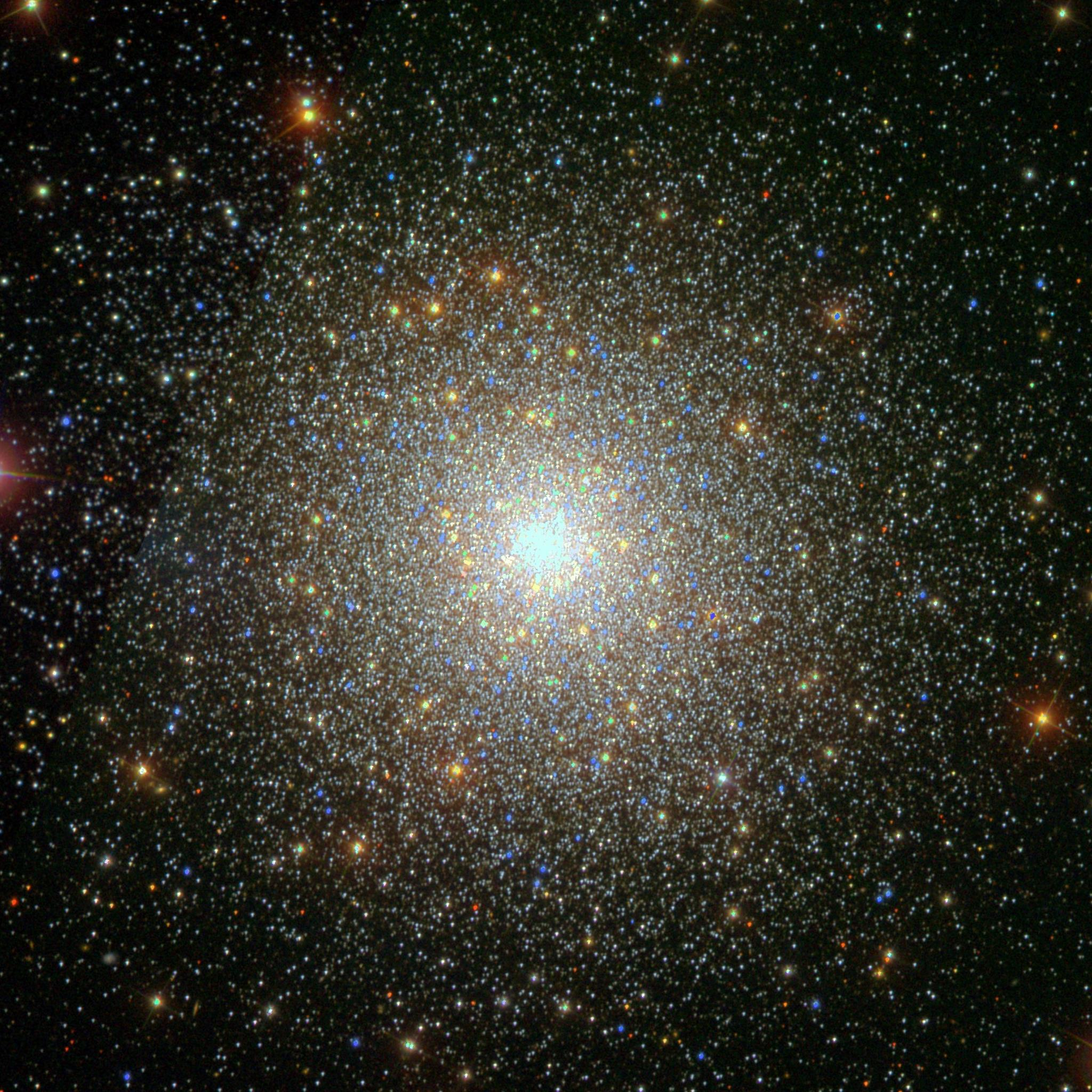
Het centrum van Messier 92

M92 (Messier 92) of NGC 6341 is een bolhoop in het sterrenbeeld Hercules. Hij is voor het eerst ontdekt door Johann Elert Bode in 1777 en onafhankelijk daarvan herontdekt door Charles Messier op 18 maart 1781. Het is een schijnbare buur van M13.